# Missouri National Recreational River
La Missouri National Recreational River est une National Wild and Scenic River située entre la frontière du Nebraska et du Dakota du Sud, aux États-Unis. C'est une section protégée et laissée à l'état naturel de la rivière Missouri. Elle a été fondée en 1978. Elle est gérée par le National Park Service.